# FC Amsterdam
FC Amsterdam foi uma equipe neerlandês de futebol com sede em Amsterdam. disputava a primeira divisão da Holanda (Eredivisie).
Seus jogos eram mandados no Estádio Olímpico de Amsterdã, que possui capacidade para 64.000 espectadores.

## História
O FC Amsterdam foi fundado em 20 de junho de 1972, após a fusão de três clubes de Amsterdã, Blauw-Wit, DWS e De Volewijckers, , com o objetivo de criar um grande clube que pudesse minar a hegemonia do Ajax. O clube foi criado principalmente a parti da vontade de Dé Stoop, que anteriormente era o diretor do DWS.
O clube chegou às quartas-de-final da Copa da UEFA de 1974-1975, eliminando o Inter de Milão da Itália.
O clube foi rebaixado para a segunda divisão em 1978, e deixou o Estádio Olímpico de Amsterdã em 1980 devido à falta de espectadores.
O clube foi a falência e foi dissolvido em 17 de maio de 1982.